# Biscutella atropurpurea
Biscutella atropurpurea là một loài thực vật có hoa trong họ Cải. Loài này được Mateo & Figuerola mô tả khoa học đầu tiên năm 1987.